# 明思陵
思陵，是明十三陵之一，位於北京市昌平区鹿马山，为崇祯帝朱由檢與周皇后及田皇貴妃之合葬墓，
思陵于1961年成为全国重点文物保护单位，2003年被列入世界文化遗产。

## 入葬名單

### 原墓主
- 田皇貴妃（原墓主，于1644年葬入。田氏原为貴妃，多称田貴妃）

### 甲申之變后葬入
李自成將帝后葬入田貴妃園寢，清軍入關後，清世祖將該園寢升建成帝陵後並重新改建，並葬有下列人物：
- 明愍帝（甲申之變後葬入）
- 周皇后（甲申之變後葬入）

### 陪葬墓
在墓園南方有一座太監陪葬墓，葬有下列人物：
- 王承恩（甲申之變後葬入）

## 历史

### 最初营建
崇祯帝朱由检是明朝的最后一位皇帝。他在位时，明朝已处于风雨飘摇之中，国力及财力有限，因而崇祯帝在位十七年，未给自己建陵寝。思陵本不是崇祯帝的墓地，而是为贵妃田氏所建之妃陵。田贵妃于崇祯十五年七月（1642年）逝世，崇祯十七年正月（1644年）下葬。根据《昌平山水记》记载，田贵妃墓是未卜山陵，位置在悼陵监东。当时明政府派工部左侍郎陈必谦等人督办。但田贵妃墓尚未修完，李自成起义军就已攻入北京城。

### 帝下葬
崇祯十七年三月十九日(公元1644年)，李自成攻入北京。崇祯帝見明朝大勢已去，於紫禁城後万岁山（即煤山，今景山）自縊身亡。临终前，崇祯帝在衣襟上写下遗诏：“朕死，无面目见祖宗，自去冠冕，以髮覆面，任贼分裂，无伤百姓一人。”李自成在攻入宫中后便下令寻找崇祯帝，被找到时崇祯帝身着白衣，赤着一只脚，让人唏嘘不已。农民军用宫中门扇将崇祯帝的遗体抬出，停放东华门外。帝后遺體在东华门外所设灵棚中连停数日，明朝的官员都不敢前赴祭拜。惟襄城伯李国桢“泥首去帻，踉跄奔赴，跪梓宫前大哭”“以头触阶，血流被面”。李自成劝李国桢投降。在劝降时，李自成向李国桢许诺农民军不会发掘破坏明代帝王陵寝；并用天子礼葬崇祯皇帝；不加害太子及二王。为兑现其承诺，农民军于三月二十三日重新改殡帝后，以红漆棺殡帝，黝漆棺殡周后。崇祯帝头戴翼善冠，身着衮玉渗金袍，周后亦依制加袍带。三月二十五日，起义军顺天府官李纸票要求昌平州官吏用官银雇人打开田贵妃墓，将崇祯帝和周皇后安葬。。
当时，昌平州“钞库如洗”，而葬期又十分紧迫，时任署昌平州吏目的赵一桂，与监葬官礼部主事许作梅，工房人员冯朝锦入京将情况上报顺天府。順天府官員下令：“着该州各铺户捐挪应用，事完再议。”赵一桂回州后，随即组织募捐，共得钱350千文（合银233.6两）。其中:刘汝朴60千文，王汝朴50千文，白绅30千文，邓科50千文，徐魁30千文，李某（佚名）50千文，赵永健20千文，刘应元20千文，杨道20千文，王政行20千文。账目中的每一笔小钱均有明确去处，一方面可见主事官员的廉洁，另一方面也可见葬礼举办的艰难。其中以雇夫头杨文包揽开挖、掩埋隧道耗费最多，用银200两；又搭建薄棚三间、小棚两间，用银四两五钱；从纸铺买纸用银一两八钱；从猪户买猪用银四两五钱；从羊户买汤羊二只，用银一两六钱；从攒盒铺买素供二桌，用银一两；从饭铺买面及大米饭，用银一两；犒赏夫役，用银二两四钱；打造开启玄宫石门用的拐钉钥匙及石匠开门，用银五钱；伺候送柩员役酒饭等，用银五两五钱；买细连绳用银四钱；木匠工价用银四钱；打扫灵棚人夫用银二钱五分；顺天府来人饭钱用银一两一钱。
首先发掘田贵妃墓道，隧道宽1丈，长13丈5尺，深3丈5尺，用時四昼夜方才挖到地宫石门。工匠先用拐钉钥匙打开第一道石门，进入田贵妃地宫内。前殿為享殿，面闊三间，陈设祭器。另有两盏万年灯，灯油厚二三寸，缸底下全是积水。前有石香案，两边列五彩绸缎侍从宫人。东间石寝床上铺裁羢羶，上面叠放着被、褥、龙枕等物品。地宫内十分潮湿，衣、被等物多浸泡黬黑，另有大红箱，箱内放衣物，另一侧放被褥，均为墓主田贵妃生前所用。被子仅一面是锦绣的，其他均为布制。据参与下葬人目击，田贵妃墓建设非常仓促，应当用石头的地方却用砖代替，金银器都用铅铜假充。
第二层石门後為寢殿，共九间，內有棺床。棺床阔1丈，高1尺5寸。其上放有田贵妃棺椁。由於崇祯帝无外椁，所以只能用田贵妃的外椁代之。崇祯帝居中，田贵妃移右，周皇后居左。赵一桂于棺椁之前各设香案祭器，点起万年灯，关闭两座石门，将隧道填平，挑土筑起墓冢。并与几个人捐资五两白银，买砖建起五尺多高的冢墙。

### 清代修缮
清军入关后，出于招抚汉人的考虑，清廷決定对思陵进行修缮。然而，思陵的改葬开隧和营建工程仍是举步维艰。首先，该工程本应由工部及内官监共同负责，但工部却因缺员而不能承擔工作。内官监虽已责成总理冉维肇，管理高推、王应聘三员内官专司督理，但由于“故君之事，既无赏可冀，又无罚可畏”，虽经原明朝司礼监掌印太监曹化淳屡次劝勉，三人却置若罔闻。此外，由于尚处建国初期，天下战乱不断，清政府财政困难，并无多少资金可提供给工程，所用银两最终还是由大臣们筹集的。由于以上种种原因，三秋已过，冬至将临，开工仍遥遥无期。这引起了部分明末遗臣的不满。为此，曹化淳在顺治元年（1644年）十一月上奏顺治皇帝，对其态度予以谴责：“礼，为旧君有服，不知诸臣何以置念?且时虽寒冱，地气尚暖，及今犹可开挖隧道，先妥梓宫，其立碑建亭，姑俟来春举行，倘再悠忽，是迟一日之工作，即虚一日之旷典，如作速报竣之明纶何？伏乞夭语严饬该监刻期赴陵，先开隧道，来春亟建亭碑，万勿藉词缓诿沉阁（搁）……庶恩旨信而大义昭垂，芳万世而无斁矣。”顺治皇帝闻此批曰：“思陵作速经营，已奉有旨，该监何得玩泄？冉维肇等姑且不究，著即刻期赴工，先开隧道，其余俟来春报竣。如再延诿，定行重治。”
在顺治帝的切责下，负责思陵营建的冉维肇等人终于赶赴工所，于同年十一月二十九日兴工开挖隧道，思陵采石等工作也正式开始。十二月初，思陵营建所需石碑、石座，均运至北京城北安门外西步梁桥东，并号有“锦壁山（鹿马山别名）工用”字样。
在曹化淳等人的不停催促下，顺治二年（1645年）九月，思陵改葬工作宣告完成。十月二十七日，平西王吴三桂也助建思陵，思陵的剩余工程也终告一段落。顺治十一年八月，清代著名学者谈迁赴思陵拜谒，他在《北游录》一书中详细记述了当时思陵的状况：：
“周垣之南垣博六十步。中门丈有二尺，左右各户而钥其右。……垣以内左右庑三楹，崇不三丈。几案供奉明怀宗端皇帝神位。循壁而北，又垣。其门、左右庑如前。中为碑亭，云‘怀宗端皇帝陵'，篆首‘大明'。……进此垣，除地五丈则石坎，浅五寸、方数尺，焚帛处。坎北炉瓶五事，并琢以石。稍进五尺，横石几，盘果五之，俱石也。蜕龙之藏，涌土曰三四尺，茅塞榛荒，酸枣数本。”
《纪文·思陵记》又记载，思陵享殿为“三楹”（三间），“奉先帝木主”；碑亭（文中称“内殿”）有额，有金书“思陵”二字。亭内石碑“大明”亦为金字。碑刻“怀宗端皇帝陵”。顺治十六年，三月，陵前增碑亭一座。十一月，清廷去崇祯帝“怀宗”庙号。并改谥“庄烈愍皇帝”。陵内石碑、神牌字迹随之而改。
乾隆十年（1745年）九月，刑部左侍郎钱陈群奉命祭祀思陵，发现思陵因长期失修，风雨剥落，殿庑倾圮严重，遂奏请修葺。直隶总督那苏图奉命督办该项工程。此项工程将思陵享殿、垣墙修好，但已倒塌的配殿废而未修。
而在陵园的管理方面，思陵与其他明陵相同，在清代设置有司香内使二名、陵夫八名，照役给予香火地亩。每年春秋二季，分由太常寺差官至陵致祭。清廷每年还委派工部堂官一员，赴陵检查陵园建筑，时加修葺。

### 近代风云
在近代，由于社会动荡，思陵受到了不小破坏，这一情况在二十世纪中期之后得到好转。

### 现今状况
1961年，思陵作为明十三陵的一部分被公布为全国重点文物保护单位。
1982年，八达岭—十三陵风景区为全国44个重点风景名胜保护区之一，其中也包括思陵。
1991年，十三陵被国家旅游局确定为“中国旅游胜地四十佳”之一。
2003年，明十三陵被列入《世界遗产目录》。
2008年，思陵设置监控视频，但几年后失效停用，安防设施全面瘫痪，人防物防技防形同虚设。2016年4月，思陵石五供中的一对蜡扦（烛台）被盗。此后十三陵特区办事处擅自决定不按规定报告上级文物主管部门，不报请公安机关立案侦查。2017年3月下旬接到北京市民报警后，北京市公安局成立了刑侦总队、昌平分局等部门组成的专案组，2017年4月抓获三名犯罪嫌疑人，在其中一名犯罪嫌疑人家起获了被盗的两个蜡扦（烛台）。2017年4月5日，北京市昌平区人民政府通报，对十三陵特区办事处党政主要负责人等4名处级干部及相关人员免职。

## 建筑

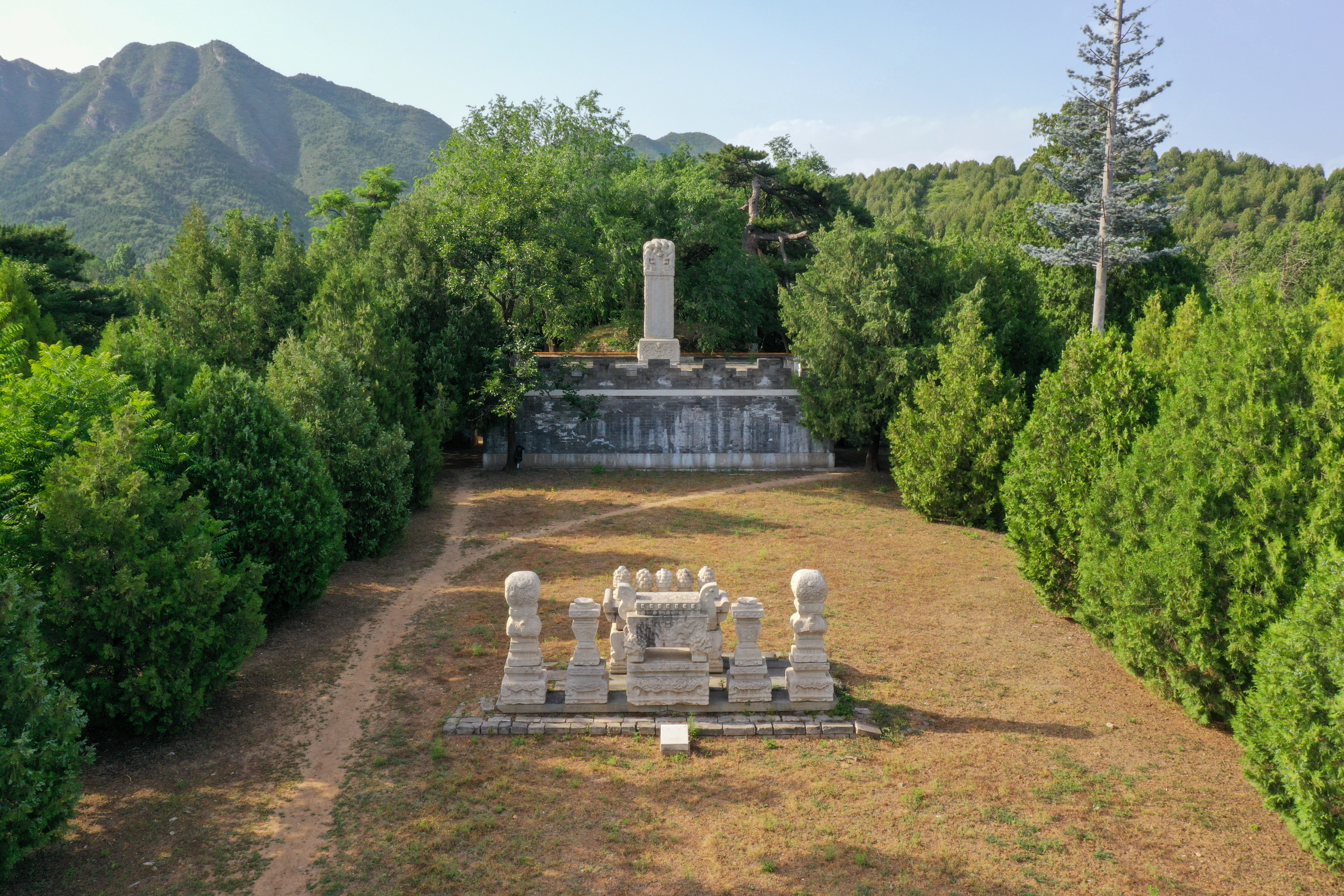
坟冢前的五石供及石碑

思陵的规模很小，仅有享殿三楹。三间配殿上覆黑瓦。碑亭4丈8尺见方。陵内建筑安排紧凑，三座宫门距碑亭11步；享殿距门13步；灵寝门距殿4步；明楼距门11步；石供案距明楼10步，当年石供案上的石五供曾放在地上，中间是一个方鼎，与十三陵中的其他陵不同。宝城墙高6尺，中间石灰起4尺高的冢。享殿前有株大杏树。陵前松树左8株，右7株。

## 王承恩墓

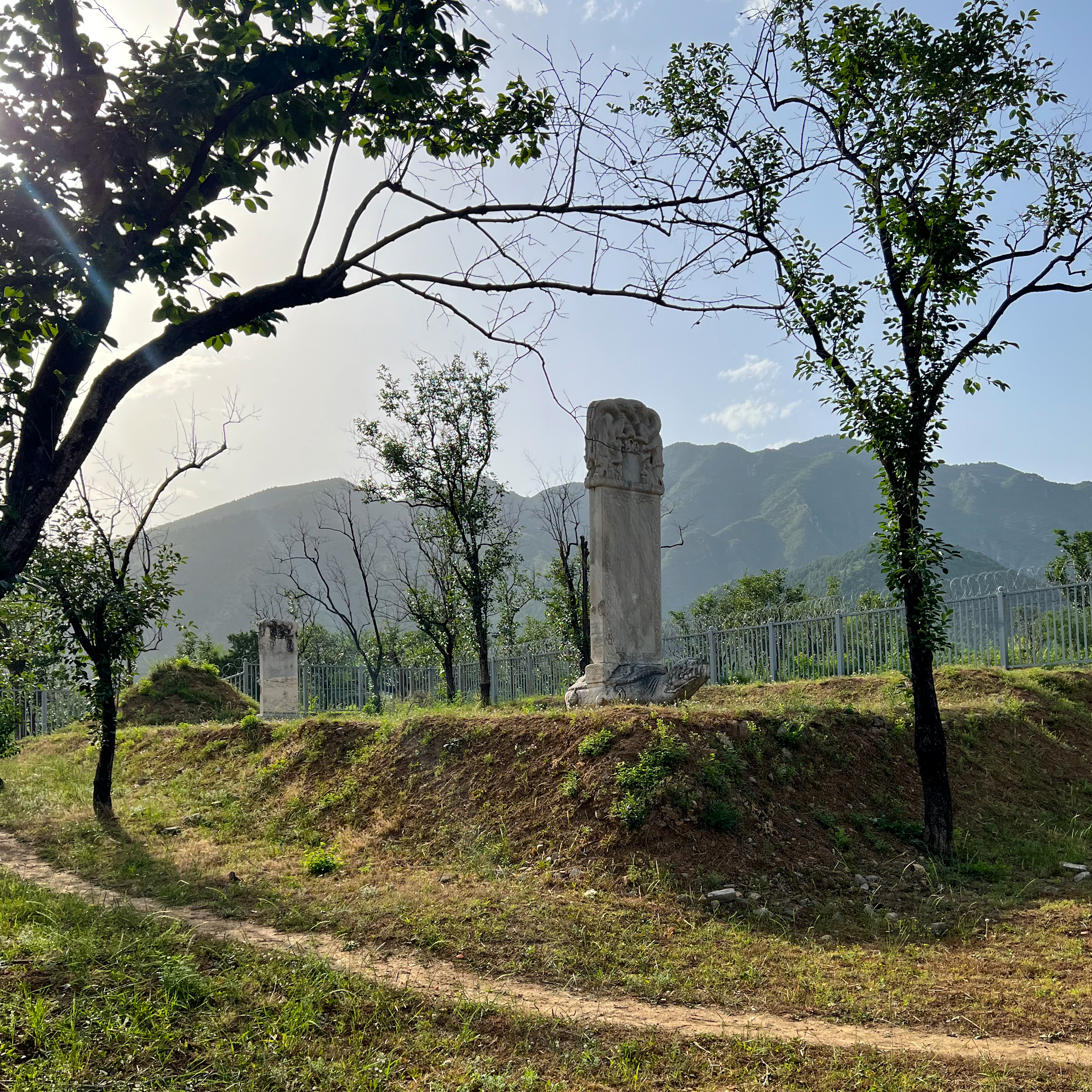
王承恩墓及一、二号石碑

思陵附近有一座陪葬墓，是崇祯帝亲信太監，司礼监太监王承恩墓。顺治元年（1644年），清廷以帝礼改葬崇祯帝后，为旌表王承恩“殉难从死”的忠君行为，于顺治二年四月（1645年）将王承恩遗体葬于思陵旁边，并给香火地60亩。王承恩墓建筑坐西朝东，原有围墙，平面呈纵向长方形。现在墙基遗址处遗存有白灰，其范围面宽约8.6米、纵深约23.5米。在围墙遗址内，现存墓冢一座，高约2.5米，底部直径约5.8米。冢下为砖券墓室一间，民国年间被盗发，后已掩埋封塞。
清世祖亲自为王承恩撰写两碑碑文。今王承恩墓前仍有清朝所立三通石碑。第一通碑在冢前3.6米处，紧挨着坟冢，高2.18米，碑首四螭下垂，正面篆额“御制旌忠”四字。碑身正面刻顺治二年四月（1645年）清世祖御制碑文：
朕闻烈士殉名，赍志而殁。贞臣卫主，捐躯以从。自有明失驭，寇陷都城，怀宗皇帝敦国君死社稷之义，崩于石室。时有司礼监秉笔太监王承恩者，攀龙髯而矢志甘雉颈以从君，陪缢于旁，殁而犹跽。呜呼！若承恩可谓事君有礼，不忘其忠者矣。夫人臣事主无二厥心，为其易者，与为其难者，途径若分，理道则一。人臣之怀有二心者，幸图苟免，甘心事仇。迺在平日侈读诗书，高拥爵位之人，无论生无以为人，死无以为鬼，对若人其亦何地置足耶！朕歼除巨憝，用彰民彝。既礼葬怀宗皇帝于思陵，因赐承恩茔域一区，俾葬兆外，以从厥志。仍锡之香火田地，竖之穹石，使后世知艰危之际，内员中乃尚有忠烈而死如承恩者。

大清顺治二年四月
碑身背面刻：“原任总督天下各镇援兵督察京营戎政勇卫军门，掌御马监、司设监、巾帽局、宝和等店大庖厨印务，司礼监秉笔太监王承恩之墓。”正楷字体。碑趺方形，高0.6米、宽0.96米、厚0.44米。前后刻双草龙，左右各刻单草龙。
第二通碑在第一通碑前12.5米处，螭首龟趺，高4.5米。碑首阳面篆额刻“敕建”二字，碑身阳面刻顺治十七年五月（1660年）清世祖御制碑文：
御制明司礼监太监王承恩碑：
朕尝考诸史册，见夫忠臣烈士，身殉国难，名炳千載，未尝不掩卷三叹也。虽忠义之性命之于天，人人可以自尽，然当变乱之际．利害动于中，祸患怵于外，依违瞻顾，多不能引决。求夫风雨不渝其常，霜雪不易其操者，盖难之矣。若夫掖庭之中，貂珥之列，或恪共著美，或勤慎流徽，若汉之吕强、唐之张承业，亦可谓贤矣。至于国家多难，秉志不移，忠诚贯于金石，气节昭于日星，尤足以激末流而挽颓俗也。如明司礼监太监王承恩者，有可纪焉。当明季寇讧，海内鼎沸，庄烈愍皇帝励精图治，宵旰焦心，原非失德之主，良由有君无臣，孤立于上。将帅拥兵而不战，文吏噂沓而营私。以至群盗纵横，不能奏绩。逮逆渠犯阙，国势莫支。帝遂捐生以殉社稷，而一时戴縰垂缨之士，在平时则背公树党，遇难则苟且偷生，言之可为太息。唯有范景文等十九人无愧于臣节，业赐谥致祭以旌其忠。然多士盈廷，能赴义捐躯者，概不多见。独承恩目击艰危，从容就义，从死愍帝之旁。其岳岳之风节，即古之忠臣烈士何以加焉！既乃托体山阿，瘗骸林麓，永近园陵，常依隧道，可谓式慰幽灵，用绥贞魄者矣。朕自践祚以来，斟酌前代之典章，洎夫有明，恒深嘉叹。其列代山陵，近在畿辅，向令永禁樵采，守护维严。于顺治十六年因冬狩驻跸昌平，睹胜国之松楸，感废丘之霜露，诸陵周览，心恻久之。爰至思陵，念愍皇帝精勤遘乱，亡国非辜，躬奠椒浆，尤增悯泣。顾见陵侧，有土一抔，即承恩墓也。特命从臣酹酒焉。迩者当省歛之时，展軨宵驾，载履明诸陵，拜陈醑醴，复徘徊于思陵之所，抚荒墟而洒涕，沥旨酒而痛心。念兹从死之臣，弥兴节义之感。手一卮，命大臣拜奠其墓，以劝忠也。谥义：危身奉上，险不辞难，曰忠。故忠君爱国，庸人每未之逮。贞烈之士，毅然行之。使百世之下，闻而兴起者，慕谊无穷也。矧承恩趍侍宫掖，出入禁闱，其责任不系乎封疆，名位不同乎公辅，而独能视死如归，岂非较然不欺其志者哉！以视世之读书明大义负重名者，变故当前，依阿淟涊，幸免旦夕。其为人贤不肖又何如也。用是勒之贞珉，使尽忠者以为劝，不忠者以为戒。且以告夫天下万世之为人臣者。 

顺治十七年五月初八日立
第三通碑位于坟墓最前面，在第二通碑前23米处，为方趺式。阳刻“王承恩墓”及“吴下倪钦题”等字，都是行书。方趺四面浮雕分别取材自古代神话及其他传统吉祥图案：正面刻“龙马负图”图案，背面刻麒麟，右侧刻“犀牛望月”图案，左侧刻鹿衔花卉。
上述三通石碑均完好，图案及文字清晰。

## 交通与位置
思陵位于十三陵区西南隅的鹿马山（又名锦屏山、锦壁山），南距西山口一里。